# 회인중학교
회인중학교(懷仁中學校)는 대한민국 충청북도 보은군 회인면 중앙리에 있는 공립 중학교이다.

## 학교 연혁
- 1964년 12월 2일 : 회인중학교 설립 인가(3학급)
- 1965년 3월 9일 : 개교
- 1971년 1월 22일 : 9학급 증설 인가
- 2012년 1월 9일 : 급식실 리모델링
- 2015년 2월 13일 : 스마트교실 구축
- 2019년 3월 1일 : 회인초·중학교 통합
- 2019년 9월 2일 : 도서실 리모델링
- 2021년 3월 1일 : 특수학급 신설
- 2022년 9월 1일 : 제27대 이복례 교장 부임
- 2024년 2월 8일 : 제56회 졸업식(7명) 졸업생 총 4,423명
- 2024년 3월 4일 : 2024학년도 입학(총 10명 남 5명, 여 5명)

## 참고 자료
- 회인중학교 - 한국교육학술정보원 학교알리미